# Louvetot
Louvetot är en kommun i departementet Seine-Maritime i regionen Normandie i norra Frankrike. Kommunen ligger i kantonen Caudebec-en-Caux som tillhör arrondissementet Rouen. År 2022 hade Louvetot 775 invånare.

## Befolkningsutveckling
Antalet invånare i kommunen Louvetot
| Referens: INSEE |